# Kendrick Perkins
Kendrick La'Dale Perkins (Texas, 10 de noviembre de 1984) es un exjugador de baloncesto estadounidense que jugó en la NBA en la posición de pívot desde 2003 hasta 2018. Actualmente es analista deportivo de ESPN. 

## Trayectoria deportiva

### Instituto
Se graduó en el instituto Clifton J. Ozen en Beaumont, Texas, en 2003. Durante su carrera en el instituto lideró a Ozen High a conseguir cuatro campeonatos de distritos consecutivos, además de uno estatal. Se le conocía como Baby Shaq. En 2003, fue seleccionado para disputar el prestigioso McDonald's All-American.

### Profesional
En 2003, fue elegido en el Draft de la NBA de 2003 por Memphis Grizzlies en la posición 27, aunque inmediatamente fue traspasado junto con Marcus Banks a Boston Celtics a cambio de Troy Bell y Dahntay Jones.
El 24 de febrero de 2011, fue traspasado a los Oklahoma City Thunder, junto con Nate Robinson a cambio de Jeff Green y Nenad Krstić.
El 19 de febrero de 2015 es traspasado a Utah Jazz en un acuerdo a tres bandas, en el cual además recalaron en el equipo Grant Jerrett, los derechos de Tibor Pleiß y dos futuras rondas del draft, los Oklahoma City Thunder recibieron a Enes Kanter, DJ Augustin y Steve Novak, y los Detroit Pistons a Reggie Jackson. Pero fue despedido dos días después sin llegar a debutar.
En sus 782 partidos en la NBA, Perkins intentó apenas 14 triples, habiendo errado todos.

## Estadísticas
|  | Denota temporadas en las que fue Campeón de la NBA |

### Temporada regular
| Año     | Equipo        | PJ  | PT  | MPP  | %TC  | %3P  | %TL  | RPP | APP | ROB | TPP | PPP  |
| ------- | ------------- | --- | --- | ---- | ---- | ---- | ---- | --- | --- | --- | --- | ---- |
| 2003-04 | Boston        | 10  | 0   | 3.5  | .533 | .000 | .667 | 1.4 | .3  | .0  | .2  | 2.2  |
| 2004-05 | Boston        | 60  | 3   | 9.1  | .471 | .000 | .638 | 2.9 | .4  | .2  | .6  | 2.5  |
| 2005-06 | Boston        | 68  | 40  | 19.6 | .515 | .000 | .615 | 5.9 | 1.0 | .3  | 1.5 | 5.2  |
| 2006-07 | Boston        | 72  | 53  | 21.9 | .491 | .000 | .600 | 5.2 | 1.3 | .3  | 1.3 | 4.5  |
| 2007-08 | Boston        | 78  | 78  | 24.5 | .615 | .000 | .623 | 6.1 | 1.1 | .4  | 1.5 | 6.9  |
| 2008-09 | Boston        | 76  | 76  | 29.6 | .577 | .000 | .600 | 8.1 | 1.3 | .3  | 2.0 | 8.5  |
| 2009-10 | Boston        | 78  | 78  | 27.6 | .602 | .000 | .582 | 7.6 | 1.0 | .3  | 1.7 | 10.1 |
| 2010-11 | Boston        | 12  | 7   | 26.1 | .542 | .000 | .575 | 8.1 | .8  | .2  | .8  | 7.3  |
| 2010-11 | Oklahoma City | 17  | 17  | 25.2 | .493 | .000 | .531 | 7.9 | .9  | .4  | .9  | 5.1  |
| 2011-12 | Oklahoma City | 65  | 65  | 26.8 | .489 | .000 | .652 | 6.6 | 1.2 | .4  | 1.1 | 5.0  |
| 2012-13 | Oklahoma City | 78  | 78  | 25.1 | .457 | .000 | .611 | 6.0 | 1.4 | .6  | 1.1 | 4.2  |
| 2013-14 | Oklahoma City | 62  | 62  | 19.5 | .451 | .000 | .552 | 4.9 | 1.1 | .4  | .5  | 3.4  |
| 2014-15 | Oklahoma City | 51  | 3   | 19.2 | .441 | .000 | .507 | 5.5 | .8  | .3  | .7  | 4.0  |
| 2015-16 | New Orleans   | 37  | 5   | 14.6 | .533 | .000 | .440 | 3.5 | .8  | .3  | .3  | 2.5  |
| 2017-18 | Cleveland     | 1   | 0   | 15.0 | .500 | .000 | .500 | 1.0 | 2.0 | 1.0 | .0  | 3.0  |
| Total   | Total         | 782 | 565 | 21.9 | .530 | .000 | .594 | 5.8 | 1.0 | .3  | 1.2 | 5.4  |

### Playoffs
| Año   | Equipo        | PJ  | PT  | MPP  | %TC  | %3P  | %TL   | RPP  | APP | ROB | TPP | PPP  |
| ----- | ------------- | --- | --- | ---- | ---- | ---- | ----- | ---- | --- | --- | --- | ---- |
| 2005  | Boston        | 6   | 0   | 4.7  | .800 | .000 | .333  | 1.0  | .0  | .0  | .5  | 1.5  |
| 2008  | Boston        | 25  | 25  | 25.2 | .585 | .000 | .678  | 6.1  | .5  | .6  | 1.3 | 6.6  |
| 2009  | Boston        | 14  | 14  | 36.6 | .575 | .000 | .667  | 11.6 | 1.4 | .4  | 2.6 | 11.9 |
| 2010  | Boston        | 23  | 23  | 25.0 | .510 | .000 | .600  | 6.2  | 1.0 | .4  | 1.4 | 5.7  |
| 2011  | Oklahoma City | 17  | 17  | 28.2 | .453 | .000 | .576  | 6.1  | .8  | .2  | .8  | 4.5  |
| 2012  | Oklahoma City | 20  | 20  | 25.9 | .416 | .000 | .800  | 6.2  | .7  | .4  | 1.3 | 4.7  |
| 2013  | Oklahoma City | 11  | 11  | 19.1 | .270 | .000 | 1.000 | 3.7  | .6  | .7  | .5  | 2.2  |
| 2014  | Oklahoma City | 17  | 17  | 20.4 | .545 | .000 | .800  | 5.4  | .6  | .2  | .4  | 3.5  |
| 2015  | Cleveland     | 8   | 0   | 4.1  | .250 | .000 | .600  | 1.1  | .0  | .0  | .4  | 1.3  |
| Total | Total         | 143 | 129 | 23.6 | .502 | .000 | .662  | 5.9  | .7  | .4  | 1.1 | 5.1  |

## Vida personal
Tiene un hijo llamado Kendrick Perkins II, nacido el 10 de septiembre de 2007.
El 25 de julio de 2009, Perkins se casó con su novia de mucho tiempo, Vanidad Alpough.
En octubre del 2013, fue arrestado por golpear a dos personas en una pelea, pago una fianza de mil dólares.